# Indaiabira
Indaiabira é um município brasileiro do estado de Minas Gerais. Seu nome deriva-se e inspira-se na Palmeira-Indaiá.  De acordo com o censo realizado em 2022 sua população era de 6 346 habitantes. Está localizado no norte de Minas Gerais, na microrregião de Salinas e compõe com outros municípios o Alto Rio Pardo.

## História
O município de Indaiabira emancipou-se politicamente pela lei estadual nº 12030 de 21 de dezembro de 1995, com território desmembrado de Rio Pardo de Minas.
Indaiabira como toda cidade, iniciou-se com uma fazenda denominada Palmeiras do BomFim. Propriedade do Senhor Francisco Xavier de Barros, a fazenda Palmeiras do Bom-Fim, tinha uma grande área territorial.
Fundada em 1908 com doação dos terrenos por parte do seu proprietário, a fazenda se transformou em um lugarejo denominado Coqueiros. Com o passar dos tempos, foi crescendo e de lugarejo, tornou-se uma Vila com o nome de Indaiabira. que permanece até hoje.
O Sr. José Ribeiro Sobrinho, foi um dos primeiros comerciantes da então Vila de Indaiabira. Em seu estabelecimento comercial, podia se encontrar desde gêneros alimentícios até ferramentas de trabalho.
O primeiro estabelecimento de ensino existente em Indaiabira, foi uma escola particular, sendo o Sr. José Cordeiro o primeiro professor. Em 1930 uma escola pública.
Em 1939, a então Vila Indaiabira, torna-se Distrito pertencendo desde então ao Município de Rio Pardo de Minas. Permanecendo distrito deste Município até 1995, portanto 56 anos.
Não poderíamos deixar de citar pessoas como o Sr. Antônio Miranda (in-memória), que prestou relevantes trabalhos à comunidade, a qual adotou com sua terra desde 1925.
Origem do topônimo: 
Indaia (Tupi) - Palmeira de porte baixo e ciclo de crescimento lento. Seu nome científico é Attalea dubia (Arecaceae) e habita originalmente as regiões Centro-Oeste e Sudeste do Brasil. Sua folhagem já foi utilizada para cobrir telhados.
Bira -  Imbira é uma denominação comum a quatro plantas da família das timeliáceas, que possuem a característica de formar cordas rústicas (imbiras) com a casca ou os ramos delgados, sendo a folha, geralmente, venenosa para o gado.
Gentílico: indaiabirense

## Formação Administrativa
Distrito criado com a denominação de Coqueiros, pelo Decreto estadual nº 148, de 17-12- 1938, criado com território do extinto distrito de Serra Nova do município de Rio Pardo, subordinado ao município de Rio Pardo.
No quadro fixado para vigorar no período de 1939-1943, o distrito de Coqueiros figura no município de Rio Pardo.
Pelo Decreto-lei estadual nº 1058, de 31 de dezembro de 1943, o distrito de Coqueiros passou a denominar-se Indaiabira e o município de Rio Pardo a denominar-se Rio Pardo de Minas. Sob o mesmo decreto acima citado o distrito de Indaiabira perdeu parte do seu território para o novo município de São João do Paraíso.
No quadro fixado para vigorar no período de 1944-1948, o distrito já denominado Indaiabira, figura no município de Rio Pardo de Minas ex-Rio do Pardo.
Em divisão territorial datada de 1-VII-1960, o distrito de Indaiabira figura no município de Rio Pardo de Minas ex-Rio Pardo.
Assim permanecendo em divisão territorial datada de 1995.
Elevado à categoria de município com a denominação de Indaiabira, pela Lei estadual nº 12030, de 21 de dezembro de 1995, desmembrado de Rio Pardo de Minas. Sede no antigo distrito de Indaiabira. Constituído do distrito sede. Instalado em 1 de janeiro de 1997.
Em divisão territorial datada de 1999, o município é constituído do distrito sede. Pela lei nº 134, 19 de maio de 2000, é criado o distrito de Barra de Alegria e anexado ao município de Indaiabira. Em divisão territorial datada de 2003, o município é constituído de 2 distritos: Indaiabira e Barra de Alegria.
Assim permanecendo em divisão territorial datada de 2007.

## Religião
| Religião                   | População | Porcentagem |
| -------------------------- | --------- | ----------- |
| Católica Apostólica Romana | 6.200     | 87,2%       |
| Protestantes               | 847       | 12,3%       |

## Alteração toponímica distrital
Coqueiros para Indaiabira, alterado pelo Decreto-lei estadual nº 1058, de 31 de dezembro de 1943.

## Educação
Em Indaiabira, existem mais Alfabetizados, sendo 4.884 e 2446 analfabetos. Contando com 1625 alunos matriculados distribuídos entre 1.189 no ensino fundamental e 436 alunos no ensino médio.

## Política
Seu primeiro prefeito foi Aureolano Miranda, mais conhecido pela população do município como "Ari Miranda" (1997/2000).
• José Sivirino (Zé de Maurina) - (2001/2004 e 2005/2008)
• Marcus Tácito - (2009/2012)
• Vanderlúcio de Oliveira (Lucim) - (2013/2016)
• José Sivirino (Zé de Maurina) - (2017/2019)

## Cultura
É realizado todos os anos em Indaiabira a Festa de São Pedro no final do mês de junho. É marcada com a presença de vários artistas regionais. No local são armadas barraquinhas com comidas típicas. Além dos shows, também é realizado cavalgada e passeios ciclísticos.

## Geografia

### População
| População residente            | 7.330 |
| População residente - Homens   | 3.735 |
| População residente - Mulheres | 3.595 |

### Clima
Tem um clima tropical. Há muito mais pluviosidade no verão que no inverno. Segundo a Köppen Geiger a classificação do clima é Aw. A temperatura média anual em Indaiabira é 21.2 °C. Tem uma pluviosidade média anual de 790 mm.
A diferença entre a precipitação do mês mais seco e do mês mais chuvoso é de 165 mm. Ao longo do ano as temperaturas médias variam 4.6 °C.

##### Precipitação
Agosto, que é o mês mais seco apresenta 4 mm de precipitação. O mês de Dezembro é o mês com maior precipitação, apresentando uma média de 169 mm.

##### Temperatura
O mês mais quente do ano é Fevereiro com uma temperatura média de 23 °C. Já o mês mais frio é Julho em que os termômetro marcam em média  18.4 °C.